# هور جین هو
هور جین هو (کره‌ای: 허진호؛ زادهٔ ۸ اوت ۱۹۶۳) کارگردان فیلم و فیلم‌نامه‌نویس اهل کره جنوبی است. او کارگردانی یک روز خوب بهاری، خوشی، روابط خطرناک و رؤیای ممنوعه را بر عهده داشته است.